# Królik doświadczalny 3: On nigdy nie umiera
Królik doświadczalny 3: On nigdy nie umiera (ang. Guinea Pig: He Never Dies lub He Never Dies) – trzecia część kontrowersyjnej japońskiej serii filmów gore. W przeciwieństwie do poprzedniczek nie wnosi niczego nowego w dziedzinie horroru.

## Obsada
- Masatosh Nakamura: Shinsuke Araki
- Yoshio: Masahiro Sato
- Kyoko: Eve
- Mari Somei i Shigeru Saiki

## Opis fabuły
Mężczyzna popada w depresję, ponieważ jego dziewczyna rzuciła go dla przyjaciela. Próbuje popełnić samobójstwo, jednak bez powodzenia. Postanawia więc nastraszyć faceta, który ukradł mu dziewczynę, wypruwając przy nim swoje wnętrzności.